# Adrian Aas Stien
Adrian Aas Stien (né le 28 octobre 1992) est un coureur cycliste norvégien, actif dans les années 2010.

## Biographie
Adrian Aas Stien naît le 28 octobre 1992 en Norvège.
En 2012, il est champion de Norvège du kilomètre. Membre de TVK Sykkel en 2014, il devient stagiaire dans l'équipe continentale norvégienne Joker du 1er août au 31 décembre 2015, puis y passe professionnel en 2015. Il remporte la première étape du Tour de Bretagne et est classé troisième du Championnat des Flandres.  
Il met un terme à sa carrière cycliste à l'issue de la saison 2017.

## Palmarès et classements mondiaux

### Palmarès
- 2012

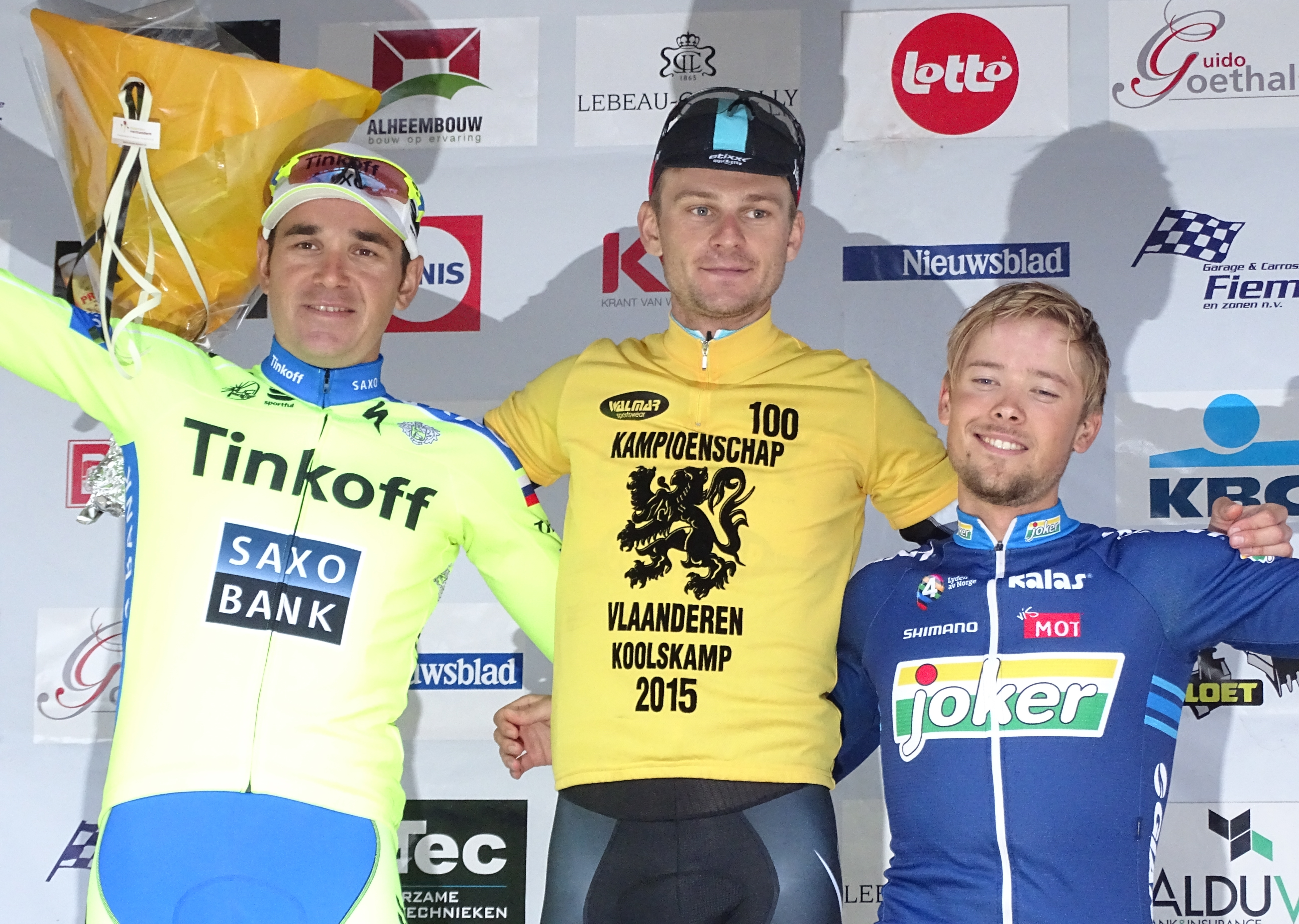
Podium de l'édition 2015 du Championnat des Flandres : Nikolay Trusov (2e), Michał Gołaś (1er) et Adrian Aas Stien (3e).

  -  Champion de Norvège du kilomètre
- 2014
  - Østfold 3 dagers
  - 3e de l'U6 Cycle Tour
- 2015
  - 1re étape du Tour de Bretagne
  - 3e du Championnat des Flandres
- 2016
  - 3e étape du Tour de Gironde

### Classements mondiaux
| Année                                 | 2014 | 2015 | 2016  |
| ------------------------------------- | ---- | ---- | ----- |
| Classement mondial                    |      |      | 1698e |
| UCI Europe Tour                       | 990e | 293e | 1127e |
|                                       |      |      |       |
| Légende : nc = non classéSource : UCI |      |      |       |